# Toskánský řád

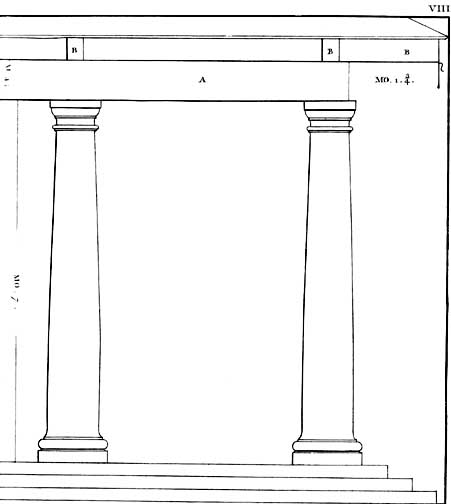
Toskánský řád, ilustrace Palladiových Čtyř knih o architektuře.

Toskánský řád je antický stavební řád, který se používal ve starověkém Římě a později opět od renesance. Původní podoba je známa pouze z popisu v díle římského architekta Vitruvia, který řád označoval jménem (tuscanicus) podle údajného etruského původu.
Toskánský řád se svou jednoduchostí nejvíce podobá dórskému řádu, odlišuje se však zejména sloupem s patkou, hladkým dříkem bez kanelování a zpravidla menší mohutností. Patka sloupu sestává z plintu (desky) a oblounu (toru) nebo jiného profilu. Na patku navazuje hladký dřík s entazí (vydutím); v horní části je prstenec. Hlavice sestává z abaku a echinu (desky a talíře), které málo přesahují šířku sloupu. Toskánské kladí je shodné jako kladí iónské, tj. s hladkým průběžným vlysem a římsou bez konzolek.